# Manfred Reiner
Manfred Reiner (* 16. September 1937 in Stuttgart; † 27. Oktober 2023) war ein deutscher Fußballspieler und Trainer. Der Offensivspieler absolvierte beim VfB Stuttgart von 1963 bis 1967 in der Fußball-Bundesliga 52 Ligaspiele und erzielte sechs Tore.

## Laufbahn
Reiner spielte seine gesamten Jugendjahre und den Beginn im Seniorenbereich beim SV Germania Bietigheim im schwäbischen Amateurbereich. Zur Saison 1958/59 wurde der talentierte Dribbler vom süddeutschen Meister des Jahres 1958, dem Karlsruher SC, für die Oberliga Süd unter Vertrag genommen. Beim Team vom Wildparkstadion war die Konkurrenz im Angriff mit Heinz Beck, Günter Herrmann, Ernst Kunkel, Klaus Matischak, Willy Reitgaßl, Heinz Schmitt und Oswald Traub aber quantitativ wie auch qualitativ gegeben, so dass der Neuzugang aus Bietigheim in seinem ersten Oberligajahr lediglich in vier Oberligaspielen (ein Tor) sein Talent unter Beweis stellen konnte. Er debütierte am 14. September 1958 bei einer 2:4-Heimniederlage gegen Eintracht Frankfurt als Mittelstürmer in der Oberliga Süd.
Als der KSC 1959/60 erneut die Meisterschaft in der Oberliga Süd erringen konnte, hatte Reiner in zwölf Einsätzen acht Tore an der Seite von Rudi Fischer, Wilhelm Dimmel, Gustav Witlatschil, Heinz Ruppenstein, Bernhard Termath, Horst Szymaniak, Reitgaßl, Reinhold Wischnowsky, Friedel Späth, Herrmann, Schmitt, Matischak und Beck erzielt. In der Endrunde um die deutsche Meisterschaft kam er lediglich am 4. Juni beim 2:2-Auswärtsremis gegen Borussia Neunkirchen auf Linksaußen zum Einsatz. Da in der Runde 1960/61 beim KSC am linken Flügel auf Reinhold Nedoschil (22 Spiele, 15 Tore) gesetzt wurde, kam Reiner nicht über acht weitere Oberligaeinsätze mit zwei Toren hinaus und nahm deshalb zur Runde 1961/62 ein Angebot des VfB Stuttgart an und kehrte wieder ins Schwabenland zurück.
Beim VfB gehörte der Angreifer sofort der Stammbesetzung an. Am Starttag der Runde 1961/62, den 6. August 1961, debütierte er bei einer 1:3-Auswärtsniederlage beim FC Bayern Hof in der Ligaelf der Weiß-Roten vom Cannstatter Wasen. Zum 8:4-Heimerfolg am 24. September 1961 gegen den FC Schweinfurt 05 steuerte er vier Treffer bei. Am Rundenende führte er gemeinsam mit Rolf Geiger, beide wiesen 14 Treffer vor, die VfB-interne Torschützenliste an. Der VfB erreichte den 5. Platz und der KSC landete auf dem 9. Rang. Im Mai 1962 ging es mit dem VfB auf große Fahrt: Die Reise führte die Kicker nach Indonesien, wo auch zwei Spiele gegen die indonesische Nationalmannschaft ausgetragen wurden (5:0, 2:0). Im letzten Jahr der alten erstklassigen Oberligaära, 1962/63, führte er wiederum die VfB-Torschützenliste an. Jetzt aber mit 12 Treffern und gemeinsam mit Neuzugang Gerhard Wanner. Mit dem erreichten 6. Rang wurde der VfB für die ab 1963/64 startende Bundesliga nominiert. In zwei Runden absolvierte Reiner beim VfB 55 Oberligaspiele und erzielte 26 Tore.
Zur Vorbereitung auf die erste Bundesligasaison gehörte auch ein Spiel gegen den FC Santos (1:3) mit Weltstar Pelé. Reiner gehört dem Spielerkreis an, welcher am 24. August 1963 die neue Liga zum Laufen brachten. Er stürmte dabei im mit 0:2 verlorenen Auswärtsspiel gegen den FC Schalke 04 auf Linksaußen und hatte es in den Zweikämpfen mit Nationalverteidiger Hans Nowak zu tun. Im Verlauf der weiteren Runde setzte Trainer Baluses aber deutlich auf die Flügelzange Erwin Waldner (20-5) und Dieter Höller (28-15) und Reiner kam 1963/64 lediglich auf sieben Bundesligaeinsätze. Als nach dem letzten Prüfstein vor dem Saisonstart 1964/65 gegen Arsenal London nach einem verdienten 1:1 vor 32.000 Zuschauern Arsenal-Trainer Billy Wright ausdrücklich Stopper Sieloff und den dribbelstarken Ex-Karlsruher Manfred Reiner in seinem Lob erwähnt hatte, konnte man von einem besseren zweiten BL-Jahr von Reiner ausgehen. Daraus wurde aber nichts, auch im zweiten Bundesligajahr gehörte der Angreifer mit acht Einsätzen und zwei Toren nicht der VfB-Stammbesetzung an. Erfreulicher war die nach der Runde angetretene Traumreise nach Vietnam, Hongkong, die Philippinen, Singapur, Australien, Tahiti und Neukaledonien mit dem VfB-Tross. Unter Trainer Rudi Gutendorf bestritt Reiner 1965/66 26 Ligaspiele und erzielte drei Tore, der VfB belegte den 11. Rang. Die interne Torschützenliste wurde von Hans-Otto Peters mit sieben Treffern, vor sechs Toren von Stopper Sieloff angeführt. Mit insgesamt 42 Rundentoren war die Ausbeute der Offensive spärlich ausgefallen. „Torjäger verzweifelt gesucht“, hieß es mit schöner Regelmäßigkeit bei VfB-Spielen. Grüne notiert dazu näher: „Manfred Reiner befand sich mit seinen Gedanken beim Aufbau einer beruflichen Zukunft als Elektrogroßhändler, der 33-jährige Waldner zeigte unübersehbare Ermüdungserscheinungen, Dieter Höller war nach einem Krach mit dem Vorstand ausgeschieden und Huttary, Arnold sowie Siebert rangen um ihre Form.“ Als in der Saison 1966/67 mit Gilbert Gress, Bo Larsson und Horst Köppel alles besser werden sollte, verabschiedete sich Reiner mit elf Saisoneinsätzen (1 Tor) aus der Bundesliga. Der VfB belegte den enttäuschenden 12. Rang und Trainer Gutendorf war am 6. Dezember 1966 durch Albert Sing abgelöst worden.
Unter Trainer Georg Wurzer erreichte Reiner in der Saison 1967/68 mit den Stuttgarter Kickers in der zweitklassigen Fußball-Regionalliga Süd den vierten Rang. Er hatte an der Seite von Mitspielern wie Herbert Dienelt, Peter Schäffler, Dieter Schurr, Rolf Steeb, Helmut Fürther, Rainer Eisenhardt und Erich Schmeil in 27 Ligaeinsätzen fünf Tore erzielt. Im Sommer 1975 beendete er seine Karriere bei seinem Heimatverein Germania Bietigheim.
Nach seiner aktiven Karriere trainierte Manfred Reiner sowohl Jugendteams als auch die erste Mannschaft von Germania Bietigheim. Später war er Trainer in Ingersheim, Botnang, Eppingen und Tamm. Der gelernte Bäcker war im heimischen Tamm ein passionierter Tennisspieler, wo er auch am 16. September 2017 seinen 80. Geburtstag feierte. Er starb am 27. Oktober 2023.